# GG (software)
GG (dříve Gadu-Gadu) je polský klient pro instant messaging. Jeho ekonomika je založena na zobrazování reklamy. Stejně jako u ICQ, i u GG jsou jednotliví uživatelé identifikování podle několika čísel.
Originální klient je vyvíjen pouze pro operační systém Microsoft Windows, protokol je ovšem podporován i jinými klienty, například dalším polským klientem Tlen.pl, dále Miranda IM (pro Windows), Adium a Proteus (pro Macintosh), Pidgin (multiplatformní), Kopete (pro Linux), AmiGG (AmigaOS a MorphOS) nebo tzv. transportem přes síť Jabber.
Kromě klasického chatu nabízí oficiální klient Gadu Gadu také podporu 150 smajlíků, doručování zpráv off-line uživatelům, posílání souborů a VoIP. Od verze 6.0 je v testování také SSL. Program je vyvíjen ve Varšavě v Polsku. Síť GG je nejpopulárnější IM sítí v Polsku, kde se zaregistrovalo pět milionů uživatelů, denně jich je on-line kolem 2,5 milionu.
Mnoho uživatelů si stěžuje, že poslední verze klienta je přeplácána spoustou zbytečných funkcí, a z toho důvodu zůstávají populární i starší verze.[zdroj?] Tato komunikační síť je také zamořena velkým množstvím spamu.[zdroj⁠?!]